# Волчинец (Ивано-Франковская область)
Волчине́ц (укр. Вовчинець) — село в Ивано-Франковской городской общине Ивано-Франковского района Ивано-Франковской области Украины.
Село Волчинец расположено на северо-восток от г. Ивано-Франковска в междуречье двух рек — Быстрица-Надворнянская и Быстрица-Солотвинская. Расстояние от центра города до села — примерно, 4 км.

## История
По архивным данным с. Волчинец основан в 1378 году, однако, существует мнение, что оно основано раньше, когда Галичина оказалась под властью венгерско-польского короля Людовика I.
Территория села составляет 973 га (11,6 % от общей площади территории городского совета); население — 3125 чел. (1,2 % к численности населения городского совета). Незначительное увеличение численности по сравнению с предыдущими годами произошло исключительно за счет миграционного прироста.
Почтовый индекс — 76491. Телефонный код — 03422.